# ذروة النفط
ذروة النفط أو قمة إنتاج النفط في العالم هو أقصى معدل لإنتاج النفط في العالم، ويسمى «قمة هوبرت» صاحب نظرية قمة هوبرت. وهو الوقت الذي يبلغ فيه الإنتاج العالمي للنفط حد أقصى ويبدأ بعده في الانخفاض.

تعود نظرية قمة إنتاج النفط العالمية إلى أعمال عالم الجيولوجيا «ماريون كينج هوبرت» في الخمسينات من القرن الماضي. وتصل تلك القمة الإنتاجية العالمية بين عامي 2007 إلى 2037 بحسب تقديرات مصادر الطاقة الأولية ومعدل استغلالها، ثم تهبط إلى مادون ثلث معدلاتها في زمن القمة وتؤدي إلى صراعات دولية كبيرة.

## تطور النظرية

تقدير انتاج البترول في العالم طبقا لهوبرت التي صاغها عام 1956.

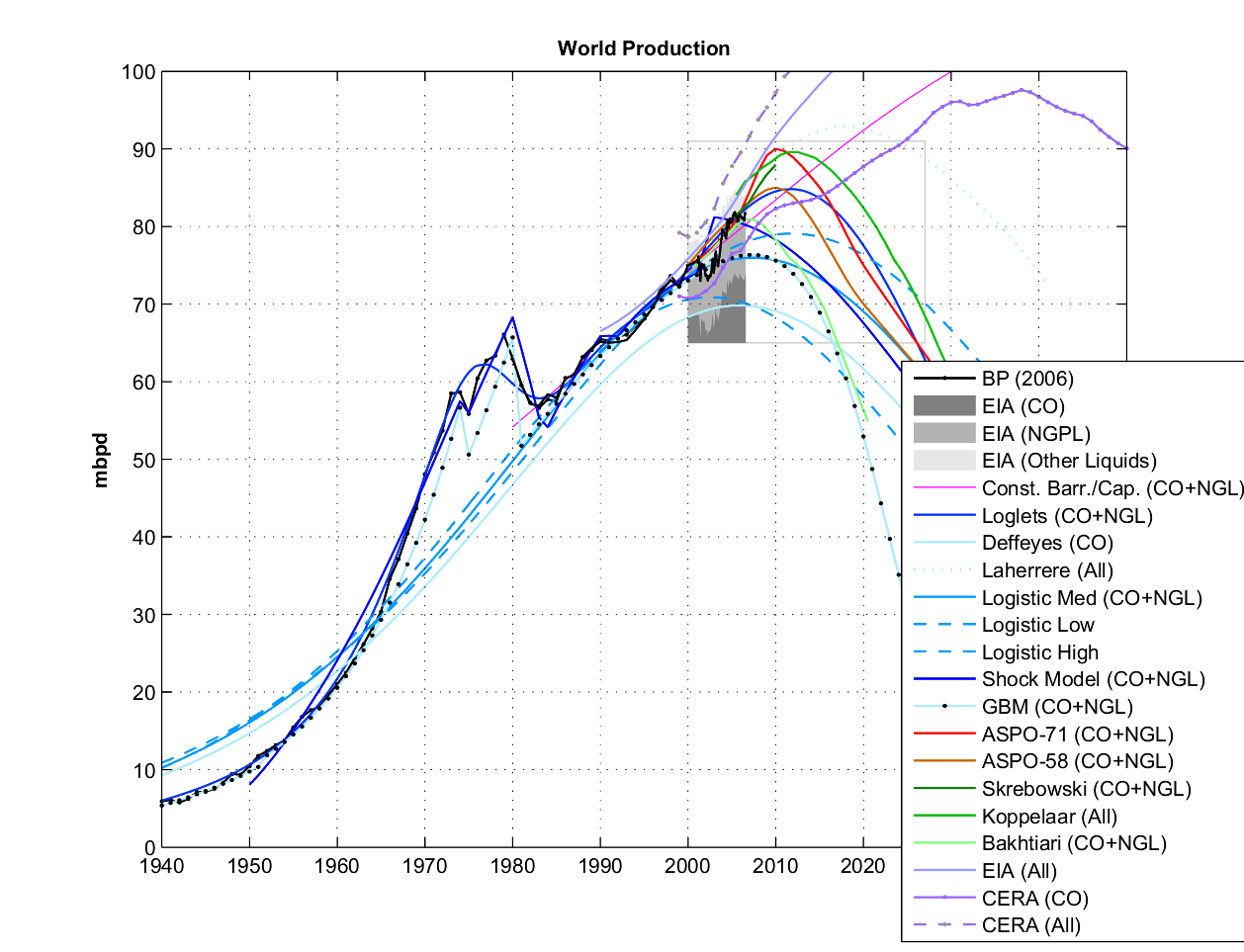
Abb. 2: مسيرة الإنتاج وتقديرات الإنتاج العالمي المستقبلي طبقا لمجموعتي الأبحاث ASPO و [CERA] وبعض مراكز البحوث أخرى.

كان ماريون كينج هوبرت في الخمسينيات مهندسا لإنتاج البترول تابعا لشركة شل وكان في نفس الوقت أحد أعضاء «حركة التقنيين» وابتكر هذا التعبيرعام 1956 . وكان هوبرت يعرف عمليات استخراج البترول في مختلف المصادر وفي حقول صغيرة ووجد أنه يعادل توزيعا خاصا يشبه شكل الجرس. وبدأ في تطبيقه على إنتاج الولايات المتحدة وعلى الإنتاج العالمي للنفط. وكانت تقديراته صحيحة بالنسبة إلى إنتاج الولايات المتحدة وتطورها عبر السنين مما أثار الاهتمام. وقام هوبرت عام 1974 بتقدير قمة النتاج للنفط وقدره بعام 1995، ولكن هذا التقدير لم يثبت تماما نظرا للتطور الواقعي في كمية الإنتاج.
في عام 1998 تعاون جيولوجيون وفيزيائيون وخبراء للطاقة ممن يهتمون بقمة النفط في «اتحاد دراسة قمة إنتاج النفط والغاز» ASPO الذي أسسه الجيولوجي «كولين كامبل». وخلال العشرة سنوات الأوائل منذ عم 1989 توصل هؤلاء المختصون إلى أن خلال تلك الفترة سيصل قمة الإنتاج العالمي أقصاه. ولم يستطع معظم المنتجين العالميين زيادة إنتاجهم بقدر ذو شأن. كما بالغ المنتجون في احطياتيهم من النفط. وقد قلت بالفعل مصادر استخراج البترول الزهيدة التكلفة، وقل معدل أنتاج النفط عن معدلات السنوات الماضية واستهلاكها. وتختلف وجهات نظر الخبراء وهم يناقشون نتائجهم. فقد استنبط بعض هؤلاء الإخصائيين أن قمة النفط ستكون بين عامي 2010 - 2020 بسبب انخفاض امكانيات الإنتاج وحدوث ازمة لإنتاج البترول على المستوى العالمي وارتفاع كبير في أسعاره. ومن جهة أخرى توجد تقديرات أكثر تفاؤلا ترى بحدوث ربوة ثابتة (إنتاج ثابت) للإنتاج تستمر عدة سنوات ثم ينخفض الإنتاج حثيثا بعدها وليس انخفاضا شديدا.

وتقترن تقديراتهم بالنسبة إلى حالة الإنتاج الثابت أو انخفاض الكميات المعروضة في الأسواق، تقترن بتشجيع وتمويل الحكومات لمصادر أخرى للطاقة.

### صعوبات تعيين وقت قمة النفط
يسهل تعيين وقت قمة النفط لأحد البلاد أو للعالم بالمشاهدة بعد حدوثها عن تعيينها مسبقا، فهذ أصعب كثيرا. فعن طريق معرفة دقيقة للمعدلات الإنتاجية لجميع الآبار في منطقة ما (أو على المستوى العالمي) فيمكن التبؤ بالمسقبل بما يكون قريبا من الواقع. ولكن لا توجد بيانات بهذه الدقة حيث تعتبرها كل دولة من اسرارها الوطنية. وهذا ينطبق بصفة رئيسية على دول الأوبك الذين يمتلكون حصة كبيرة في الإنتاج العالمي للنفط. ومن الوجهة الإحصائية فيحتسب إلى جانب الطرق المعتادة في إنتاج النفط كميات مواد أولية أخرى مثل نفط رملي، صخر زيتي، والزيت الثقيل، ونفط أعماق البحار، ونفط القطب الشمالي، والغاز المسال.
واستخراج تلك لمواد ليس سهلا بالمقارنة باستخراج البترول، وهو ما يسمى «النفط السهل» „easy oil“ ، واستغلال تلك المصادر الجديدة يتكلف مبالغا باهظة علاوة على تأثيرها السلبي على البيئة. بالتالي تختلف تقديرات وقت قمة النفط. فقد نشرت الوكالة الدولية للطاقة تقريرها عام 2010 بأن الإنتاج السهل بالطرق المعتادة للنفط قد وصلت أوجها عام 2007 بإنتاج 70 مليون [[}برميل]] يوميا.

في 2011 وصلت نهاية عطمى لإنتاج النفط من جميع أنواع النفط
 بكمية 89 مليون برميل يوميا. وتتنبأ الوكالة الدولية للطاقة IEA بقمة النفط خلال العشرينيات أو الثلاثينيات من القرن الحالي بإنتاج قدره 96 مليون برميل في اليوم.

وتأخذ الهيئات الجيولوجية في بلاد مختلفة و «مكتب معلومات قطاع الطاقة» CERA ، تأخذ في تقديراتها المواد الأولية الغير عادية في حساباتها حين الكلام عن حدوث قمة النفط قبل عام 2030.

## الإنتاج العالمي للبترول
ارتفع إنتاج النفط في العالم بين عامي 1930 حتى 1972 طبقا لدالة أسية تقريبا، ويبين الشكل 3 هذا التطور. وبعد أزمة النفط عام 1973 وأزمة 1979/83 السياسيتين انتهي هذا الارتفاع السريع، وقل إنتاج قليلا ثم زاد بمعدل خطي هادئ. كما قل الطلب خلال الأزمة الأسيوية وكذلك بعد انفجار فقاعة الإنترنت. ثم جاءت أحداث 11 سبتمبر 2001 في الولايات المتحدة الأمريكية خفضت هي الأخرى من الطلب على كيروسين الطائرات.
وبعد انتعاش الاقتصاد العالمي بانتهاء فقاعة الإنترنت تزايد الطلب وانتاج النفط حتى منتصف عام 2004، ثم بقي تقريبا على نفس المعدل رغم تزايد النمو الاقتصادي في الصين والهند، وهذا أدى إلى ارتفاع أسعار النفط زيادة كبيرة. ثم زاد إنتاج النفط رويدا رويدا مع خلول عام 2007، وكان أكبر أنتاج للنفط طبقا لتقديرات مركز الإحصاء التابع لوزارة الطاقة بالولايات المتحدة الأمريكية EIA في فبراير 2008 بقدر اجمالي قدره 8و85 مليون برميل يوميا.

ويعزى انخفاض الإنتاج بين عامي 2004 - 2007 بمعدل 200.000 برميل يوميا إلى انخفاض سعر النفط خلال التسعينيات مما أدى إلى انخفاض الاستثمارات. وقد خفضت شركات البترول شرائها لكميات جديدة من البترول خلال فترة ارتفاع اسعاره وفضلت أن تستثمر في شراء الأسهم والسندات.
 وتتبع بقاء التسويق ثابتا منذ 2004 احبار تقول أنه خلال أوائل عام 2006 قد بدأت انتاجية بعض الحقول الكبيرة في الانخفاض أو أن بعضها قد وصل إلى حده الأقصى.
- حقل برقان في الكويت وهو ثاني أكبر حقول النفط في العالم، وقد وصل إلى حده الأقصى عام 2005 طبقا لتقرير الشركة الكويتية للنفط.
- حقل كانتاريل المقابل لساحل المكسيك، وهو ثاني أكبر حقل في البحر، بأنه قد وصل إلى حده الأقصى عام 2006 وبدأ انتاجه في الانخفاض عام 2008 حيث قل انتاجه بمعدل 520.000 برميل يوميا بحسب تقرير «بتروليويس ميكسيكانوس» Pemex وقد زاد نقص الإنتاج مؤخرا بنسبة 35% سنويا.

- في أبريل 2006 أعلنت شركة ارامكو السعودية أن حقولها القديمة قد وصل إلى القمة المستوية وأن إنتاج البترول سوف ينخفض بمعدل 8% سنويا. وهذا يتمشى مع نتائج «ماثيو سيمونز» صاحب بنوك في تكساس ووهو خبير في النفط.[10]

وتبين دراسة قامت بها شركة BP عام 2008 أن النتاج العلمي قد انخفض عام 2007 عن العام السابق بنحو 2و0% في الوقت الذي زاد فيه الاستهلاك العالمي بنسبة 1و1% .

ولكن زاد إنتاج البترول ثانيا في عن إنتاج عام 2006 عام 2008، ورافق ذلك ارتفاع في أسعار النفط خلال النصف الأول من العام. وقد انخفض إنتاج البترول خلال عام 2009 عن معدلة في عام 2008 بسبب التراجع الاقتصادي وأزمة البنوك.
في نوفمبر 2011 وصل كمية البترول المعروضة عالميا للمرة الأولى 0و90 مليون برميل/ اليوم.

### احتياطيات البترول

تقريرات الأوبك عن احتياطياتها من النفط ، وتظهر قفزات في كمياتها على الورق ، ولا تبدي انخفاضات ناشئة عن معدلات عالية للإنتاج.

لا تعطي بيانات الاحتياطي الكمية المطلقة للنفط في الأرض وإنما تعطي الكمية التي يمكن استخراجها. وتعتمد تلك الكمية على مسامية ونفاذية الصخور المختزة للنفط وكذلك تعطي طريقة تقنية الاستخراج وكذلك سعر النفط. وكلما ارتفع سعر النفط كلما تصبح تقنيات عالية التكلفة تصبح اقتصادية. وتشكل حسبة التكلفة والمنفعة الحد الذي يحدد اقتصادية تطبيق تقنيات البحث عن النفط وطرق الاستخراج والنقل وما تحتاج كل هذه من طاقة، بحيث لا يزيد مجموع تلك عن الطاقة المستفادة من النفط المستخرج بواسطتها، وهذا ما يسمى «الطاقة العائدة (المستفادة) بالنسبة للطاقة المستخدمة» ERoEI .
ويقول سداد الحسيني نائب مدير شركة أرامكو السابق، في محاضرة أمام منتدى النفط والمال في أكتوبر 2007 :«أن احتياطيات العالم من النفط مبالغ فيها. فمن الاحتياطيات المذكورة ليس في المتناول وهي طبقات لا يمكن الوصول إليها ولا يمكن الاستخراج منها.»
}}
ويقدر الحسيني أن كمية 300 بليون برميل من 1200 بليون برميل احطياتي عالمي لا بد وان تعتبر كميات نابعة من التخمين.

تبلغ نسبة كمية النفط المستخرجة إلى الكمية الموجودة في حقل تحت الأرض 35% - 45% حتى مع استخدام طرق حديثة للاستخراج.
وتشكل الجيولوجيا أكثر المؤثرات على الكمية المستخرجة، حيث تسمح صخور ذات نفاذية عالية باستخراج كبير، ومن وجهة أخرى فتطبيق ما يسمى «طرق الاستخراج الثانوية» (وهي غالبا ما تكون ضخ الماء تحت حقل البترول). وللوصول إلى أعلى استغلال لحقل نفط يستلزم أولا الحفر الدقيق للآبار واستغلال الجيوب الصغيرة فيه. ويمكن حاليا إدراء الحفر أفقيا بدقة عدة مترات، ويمكن بواسطتها استغلال طبقات رقيقة محتوية على النفط واستخراج النفط منها.
وتسمح الدول المصدرة للنفط لنفسها بمجال عريض عند وصف احتياطيها من النفط. فقد قررت دول الأوبك عام 1985 بأن تربط كل دولة منها معدل انتاجها من النفط مع كمية الاحتياطي لديها، أي من يمتلك احتياطي عال يمكنه إنتاج بمعدل عال والعكس. وكما يبين الشكل 4 بوضوح ان ذلك القرار جعل الدول تزيد من قدر احتياطها على الورق بغرض القيام ببيع كميات أكبر من النفط أثناء فترة ارتفاع الأسعار.

## نضوب النفط

رسم بيانى يوضح معدل استخراج النفط

يشير مصطلح نضوب النفط' إلى التناقص المستمر في استخراج النفط إما في بئر أو حقل أو حتى في منطقة جغرافية معينة.
تضع نظرية قمة هوبرت تنبؤات بتناقص معدل إنتاج النفط بعد الوصول إلى ذروته بشكل مشابه لمخطط التوزيع الاحتمالي الطبيعي اعتماداً على معدل الاكتشافات السابقة ومعدل الإنتاج المتوقع.

## اقرأ أيضا
- نظرية قمة هوبرت
- نفط
- أزمة طاقة 1973، أزمة طاقة 1979.
- تاريخ صناعة النفط.
- مصفاة النفط.
- بئر النفط.
- سياسات النفط.
- طاقة متجددة.
- احتياطي نفط استراتيجي
- وقود أحفوري
- نفط رملي
- الاستهلاك المنزلي للطاقة
- شبكة توزيع الكهرباء
- مصادر الطاقة والاستهلاك العالمي
- غاز حجر الأردواز
- قائمة الدول حسب استهلاك النفط
- نشاة البترول
- مدن التحول
- ذروة الفوسفور
- ذروة النحاس